# Ваніль плосколиста
Вані́ль плосколиста (Vanilla planifolia) — вид витких лозоподібних однодольних рослин роду ваніль (Vanilla) родини орхідні (Orchidaceae). Походить з Мексики, Центральної Америки, Колумбії та Бразилії. Вперше отримала наукову назву у 1808 році.
Активно культивується заради плодів, які містять ванілін і використовуються головним чином у харчовій промисловості (як прянощі), а також у парфумерії та медицині. Є ще два види ванілі, які дають плоди трошки нижчої якості Vanilla pompona та Vanilla tahitensis — таїтянська ваніль, гібрид перших двох виведений у Французькій Полінезії у 30-х роках XX сторіччя.
У зв'язку з тим, що популяція виду скорочується, а місця її існування трансформуються під інші цілі, МСОП класифікував ваніль плосколисту як зникаючий вид.

## Історія опису
Перший науковий опис Vanilla planifolia був опублікований Генрі Чарльзом Ендрюсом у восьмому томі його праці «The Botanist's Repository». У своєму описі він посилається на Шарля Плюм'є, що опублікував її опис у 1703 році як третього виду роду Vanilla. У своїй книзі він замалював зразок, який цвів в оранжереї Чарльза Гревіля.

## Опис

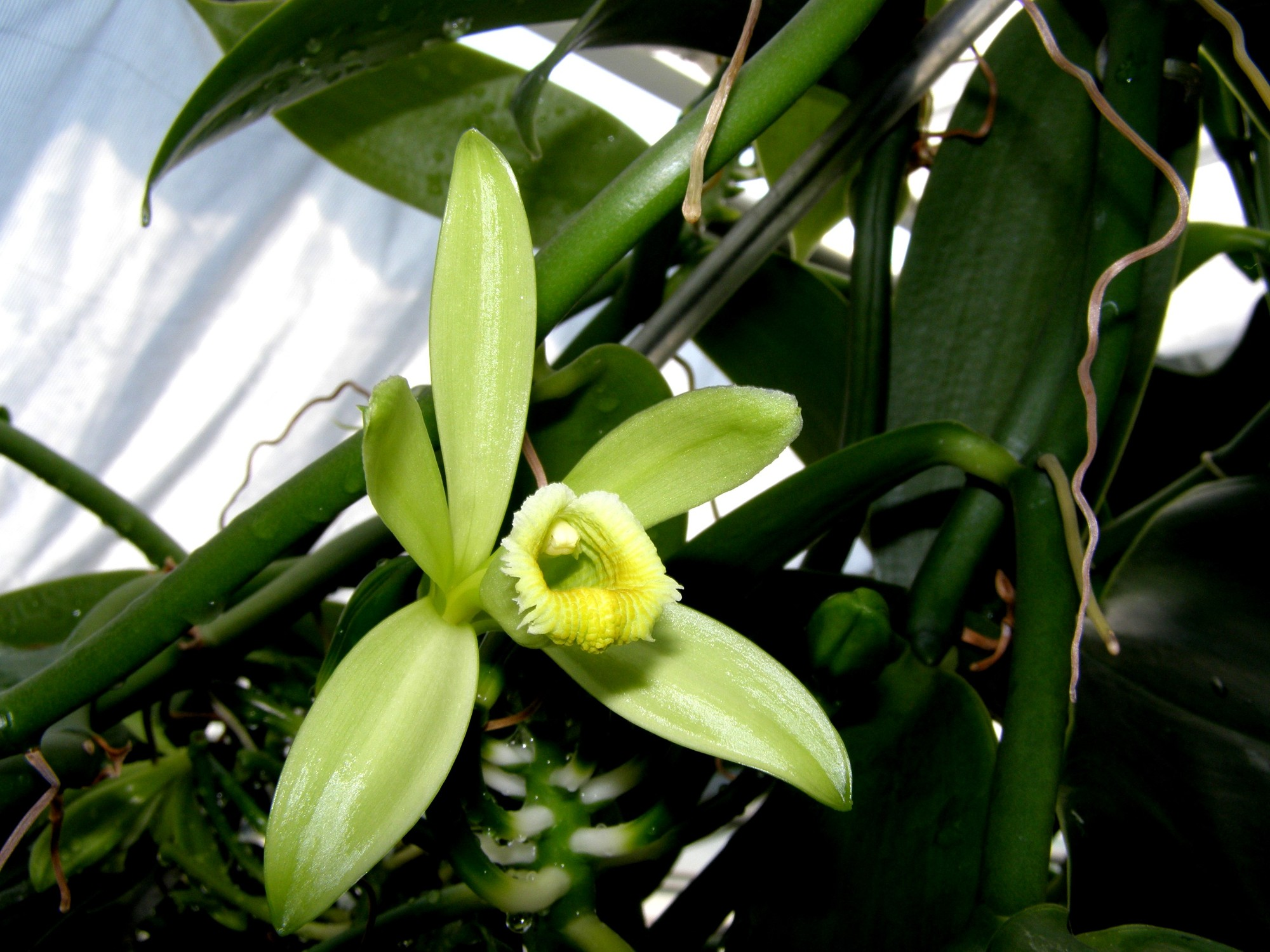
Квітка Vanilla planifolia

Ваніль плосколиста росте як вічнозелена лоза, як на землі, так і на деревах. Іноді проростає як епіфіт, не вкорінюючись у ґрунті. При укоріненні в ґрунті його наземні корені розгалужуються і розвивають тонкі кореневі волоски, часто заселені мікоризним грибом. У дикій природі легко виростає до 15 метрів, і у деяких випадках може досягати 30 метрів завдовжки. Для того, щоб чіплятися за дерева або інші поверхні, вона розвиває товсті, м'ясисті повітряні корені, які формуються з вузлів. Молоді пагони, добре прикріплені до опори, матимуть зигзагоподібну будову з кутом нахилу близько 120 ° на кожному вузлі. На вузлах, протилежних кореневим, має по одному пласкому лопатистому соковитому листку. Листя зелене або темно-зелене овально-видовжене зі списоподібним кінчиком, 8—25 см завдовжки та 2—8 см завширшки. Листя зберігається протягом трьох-чотирьох років, якщо не пошкоджується.

### Квіти

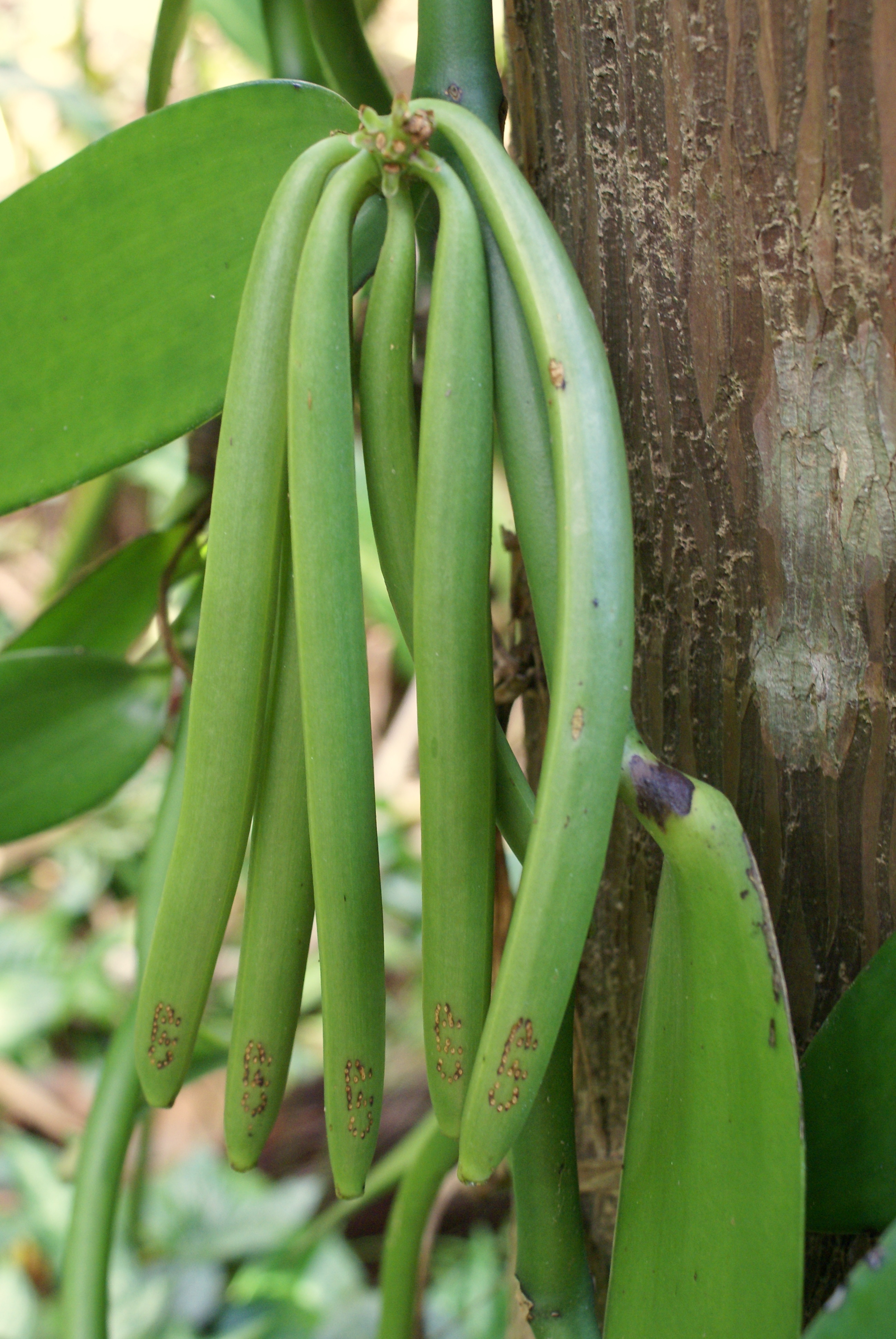
Гроно зелених стручків

Квіти утворюються з пазушного кластера, який налічує 12—20 бутонів. Квітки зеленувато-жовті, гроноподібні, діаметром 5 см і мають лише легкий аромат. Квітки потребують запилення для утворення плодів, але розкриваються вранці та зазвичай в'януть при підвищенні температури у другій половині дня. Хоча кожна квітка тримається лише один день, цвітіння ванілі плосколистої триває протягом двох місяців один раз на рік. У рідному низинному лісовому середовищі цвітіння відбувається у квітні-травні, наприкінці сезону посухи. Рослини самоплідні, і для запилення потрібно лише перенесення пилку з пиляка на приймочку, але їхня будова не дозволяє цьому відбутися без втручання. У дикій природі шанс того, що квіти будуть запилені, становить лише близько 1 %.

### Плоди
Плоди утворюються лише на зрілих рослинах. Це займає 2—3 роки для метрових живців і 3—4 роки для 30-сантиметрових живців. Плоди — тонкі довгасті циліндричні коробочки завдовжки 15—23 см, трохи сплющені з трьох боків, завширшки 7—10 мм, дещо звужені на кінцях. Зовні вони нагадують маленькі банани. Дозрівають приблизно за вісім-дев'ять місяців. Зрілий плід має чорно-коричневе забарвлення.

## Поширення та ареал існування

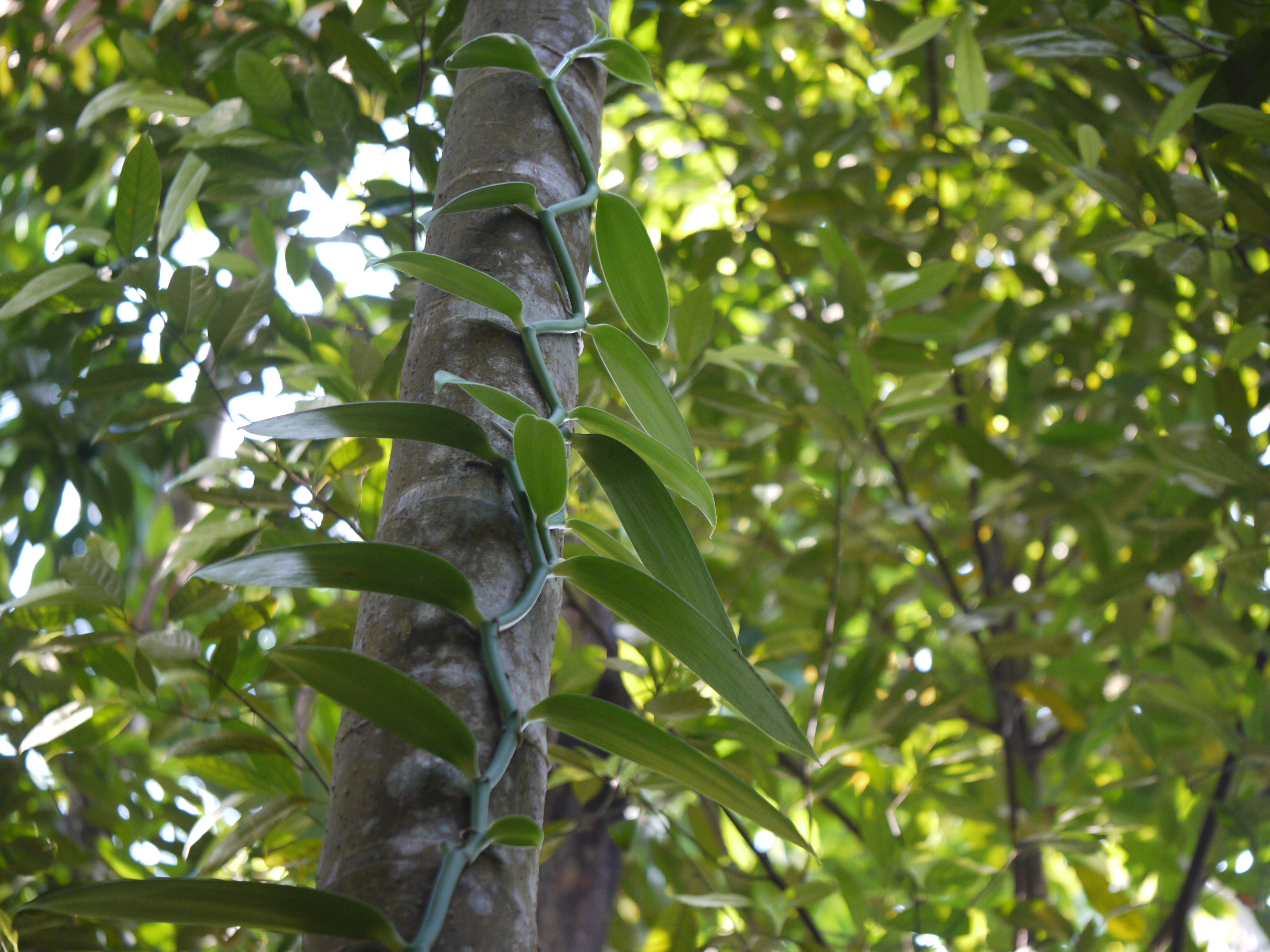
Лоза Vanilla planifolia

Ваніль плосколиста походить з неотропічного регіону, від південної Мексики через Центральну Америку, Колумбію та північні райони Бразилії. Раніше вважалося, що вона росте лише на півдні Мексики та в Белізі. Завдяки культивації вона додатково поширилася в низці тропічних регіонів, включаючи південну Флориду, Кайманові острови, Домініканську Республіку, Ямайку, Пуерто-Ріко, тропічні райони Перу, Еквадор, Венесуелу, Французьку Гвіану, Суринам та Гаяну. Вона також росте в Демократичній Республіці Конго, на Мадагаскарі, Коморських островах, Бангладеш, Малайському півострові, острові Ява, архіпелазі Чагос, островах Кука, острові Нова Гвінея та Новій Каледонії.
Vanilla planifolia потребує вологого, теплого тропічного клімату і найкраще росте при температурі від 20 до 30 °C у вологих умовах. Вона може витримувати лише мінімальну температуру у 10 °C і максимальну у 33 °C. Мінімальна необхідна кількість опадів становить близько 2000 мм на рік. Для хорошого росту їй потрібен ґрунт з великою кількістю доступного кальцію і калію. Віддає перевагу добре дренованим ґрунтам з pH від 6,0 до 7,0. Природний діапазон висот — від 150 до 900 метрів. Для початку цвітіння потребує посушливого періоду навесні.
Через сільськогосподарське та лісозаготівельне використання землі людиною ареал зростання Vanilla planifolia сильно скоротився і став фрагментованим. Число статевозрілих рослин у дикій природі, так само як і кількість придатних для їхнього існування територій продовжує зменшуватися. МСОП оцінив Vanilla planifolia як зникаючий вид у 2017 році, оприлюднивши список у 2020 році.

## Вирощування
|                      | 1964 | 1974 | 1984 | 1994 | 2004 | 2014 |
| -------------------- | ---- | ---- | ---- | ---- | ---- | ---- |
| Мадагаскар           | 1050 | 2283 | 2277 | 800  | 839  | 3139 |
| Індонезія            | 150  | 300  | 520  | 1770 | 2252 | 2000 |
| Папуа Нова Гвінея    | 0    | 0    | 0    | 0    | 1000 | 507  |
| Мексика              | 90   | 29   | 161  | 167  | 252  | 420  |
| КНР                  | 0    | 0    | 0    | 435  | 900  | 286  |
| Туреччина            | 0    | 0    | 0    | 45   | 100  | 282  |
| Уганда               | 10   | 10   | 10   | 20   | 170  | 219  |
| Тонга                | 0    | 10   | 16   | 100  | 145  | 186  |
| Французька Полінезія | 100  | 21   | 6    | 13   | 44   | 27   |
| Коморські Острови    | 175  | 160  | 160  | 131  | 60   | 24   |

Vanilla planifolia розмножують клоновано за допомогою живцювання, а не з насіння або селекційного розмноження. Хоча відомо про п'ять спроб інтродукції на острові Реюньйон між 1793 і 1875 роками, лише інтродукція 1822 року була успішною. Ймовірно, що майже вся ваніль, яка вирощується на територіях, прилеглих до Індійського океану, походить від цієї однієї інтродукції, і це підтверджується сучасними генетичними дослідженнями. Ваніль як культура може опинитися під загрозою через цей «ефект пляшкового горла» і подальше накопичення негативних мутацій.
Ваніль вирощують на плантаціях Мексики, у Бразилії, Парагваї, у штаті Флорида, а також на Яві, Реюньйоні, Таїті, Цейлоні, Західній Африці, та інших тропічних регіонах.
Через низький відсоток запилення навіть у регіонах з відповідними комахами-запилювачами, та майже або взагалі відсутнє природнє запилення квіток в інших районах, при вирощуванні на фермах квіти ванілі доводиться запилювати вручну. Плоди збирають трохи недозрілими, сушать та піддають ферментації. Процес триває 3—5 тижнів, у результаті плоди набирають сильного солодкуватого аромату і характерного темного, чорно-брунатного забарвлення, мінімізуючи при цьому втрату ефірних олій. З фруктів рослини отримують ванільний екстракт.
V. planifolia можна вирощувати та збирати в кімнатних умовах як кімнатну рослину або в оранжереї, але вона має дуже чіткі вимоги до умов вирощування. Зазвичай її намагаються вирощувати лише фахівці з вирощування орхідей.
|                               |
| Плантація ванілі на Реюньйоні |

|                                                   |
| Вирощування ванілі на стовбурах драцени. Реюньйон |

|               |
| Квітка ванілі |

|                    |
| Ферментація ванілі |

## Хімічний склад
Плоди ванілі містять 1—3 % ванілозиду, піпперонал та інші запашні речовини. У процесі ферментації ванілозид розщеплюється на ванілін і ваніол, котрий окиснюється також до ваніліну.

## Застосування

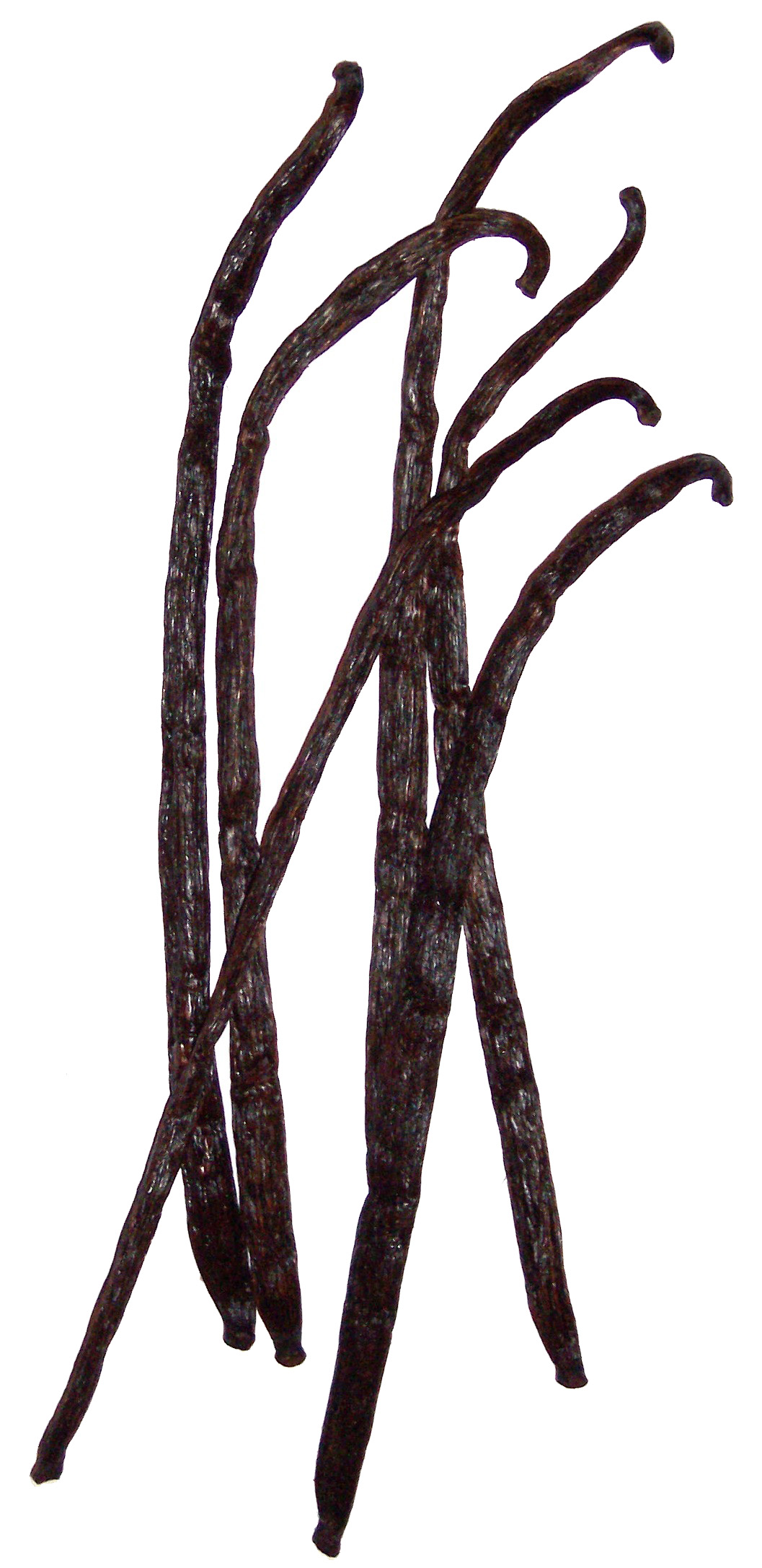
Плоди ванілі після ферментації

Ваніль має приємний пряний гіркуватий присмак, який добре підкреслює цукрова пудра. Для кондитерських (кремів для тортів, тіста для печива тощо) та молочних (йогурти, вершки, сирки) виробів зазвичай використовують спеціально приготований ванільний цукор. Цукор насипають до скляної посудини зі щільною кришкою і додають туди декілька шматочків розрізаного плоду ванілі, за декілька годин цукор набуває стійкого ванільного аромату. Для виготовлення лікерів та інших напоїв ванільну паличку вкидають до посудини з напоєм, а перед фасуванням у пляшки виймають.
У харчовій промисловості використовують також синтетичний ванілін.